# Камышное (Крым)
Камышно́е (до 1948 года Капкары́ Ру́сские, Коп-Кары́ Ру́сские; укр. Комишне, крымскотат. Rus Köp Qarı, Рус Коп Къары) — село в Раздольненском районе Республики Крым, входит в состав Ручьёвского сельского поселения (согласно административно-территориальному делению Украины — Ручьёвского сельского совета Автономной Республики Крым)

## Население
| 2001 | 2014 |
| ---- | ---- |
| 431  | ↘345 |

Всеукраинская перепись 2001 года показала следующее распределение по носителям языка
| Язык             | Процент |
| ---------------- | ------- |
| украинский       | 47.56   |
| русский          | 43.62   |
| крымскотатарский | 7.66    |
| другие           | 0.69    |

### Динамика численности
| - 1806 год — 177 чел. - 1892 год — 2 чел. - 1900 год — 116 чел. - 1915 год — 173/14 чел. - 1926 год — 153 чел. | - 1939 год — 231 чел. - 1989 год — 402 чел. - 2001 год — 431 чел. - 2009 год — 389 чел. - 2014 год — 345 чел. |

## Современное состояние
На 2016 год в Камышном числится 6 улиц; на 2009 год, по данным сельсовета, село занимало площадь 66,7 гектара, на которой в 143 дворах проживало 389 человек. В селе действует библиотека Село связано автобусным сообщением с райцентром и соседними населёнными пунктами.

## География
Камышное — село на северо-востоке района, в степном Крыму, у границы с Красноперекопским районом. Расположено на правом берегу реки Самарчик, высота центра села над уровнем моря — 7 м. Ближайшие населённые пункты — Ручьи, в полукилометре на другом берегу реки и Фёдоровка в 1,5 км южнее. Расстояние до райцентра около 16 километров (по шоссе), ближайшая железнодорожная станция — Красноперекопск (на линии Джанкой — Армянск) — примерно 27 километров. Транспортное сообщение осуществляется по региональной автодороге 35К-012 Черноморское — Воинка (по украинской классификации — Т-0107).

## История
Первое документальное упоминание села встречается в Камеральном Описании Крыма… 1784 года, судя по которому, в последний период Крымского ханства Копы Кары входил в Мангытский кадылык Козловскаго каймаканства. После присоединения Крыма к России (8) 19 апреля 1783 года, (8) 19 февраля 1784 года, именным указом Екатерины II сенату, на территории бывшего Крымского ханства была образована Таврическая область и деревня была приписана к Евпаторийскому уезду. После павловских реформ, с 1796 по 1802 год входила в Акмечетский уезд Новороссийской губернии. По новому административному делению, после создания 8 (20) октября 1802 года Таврической губернии, Копкары был включён в состав Джелаирской волости Евпаторийского уезда.
По Ведомости о волостях и селениях, в Евпаторийском уезде с показанием числа дворов и душ… от 19 апреля 1806 года в деревне Коп-Кары числилось 32 двора, 155 крымских татар, 15 цыган и 7 ясыров. На военно-топографической карте генерал-майора Мухина 1817 года деревня Копкары обозначена с 30 дворами. После реформы волостного деления 1829 года Капкар, согласно «Ведомости о казённых волостях Таврической губернии 1829 года» отнесли к Атайской волости (переименованной из Джелаирской). На карте 1842 года Коп-Кары с теми же 30 дворами.
В 1860-х годах, после земской реформы Александра II, деревню приписали к Биюк-Асской волости. Согласно «Памятной книжке Таврической губернии за 1867 год», деревня была покинута жителями, вследствие эмиграции крымских татар, особенно массовой после Крымской войны 1853—1856 годов, в Турцию и лежала в развалинах. По обследованиям профессора А. Н. Козловского 1867 года, вода в колодцах деревни была «соленоватая» а их глубина колебалась от 2,5 до 4 саженей (5—8 м). Деревня пустовала до 1890-х годов, когда, согласно «…Памятной книжке Таврической губернии на 1892 год», в посёлке Коп-Кары, входившем в Аипский участок, было 2 жителя в 1 домохозяйстве.
Земская реформа 1890-х годов в Евпаторийском уезде прошла после 1892 года, в результате Копкары приписали к Коджанбакской волости.
По «…Памятной книжке Таврической губернии на 1900 год» в деревне числилось 116 жителей в 18 дворах. На 1914 год в селении действовала земская школа. По Статистическому справочнику Таврической губернии. Ч.II-я. Статистический очерк, выпуск пятый Евпаторийский уезд, 1915 год, в деревне Копкары (М. И. Гелеловича) Коджамбакской волости Евпаторийского уезда числилось 15 дворов (все дворы безземельные) с немецким населением в количестве 173 человек приписных жителей и 14 — «посторонних», из которых 92 мужчины и 95 женщин. Жители землёй не владели, в хозяйствах имелось 115 лошадей, 80 волов, 31 корова и 176 голов мелкого скота.
После установления в Крыму Советской власти, по постановлению Крымревкома от 8 января 1921 года № 206 «Об изменении административных границ» была упразднена волостная система и в составе Евпаторийского уезда был образован Бакальский район, в который включили село, а в 1922 году уезды получили название округов. 11 октября 1923 года, согласно постановлению ВЦИК, в административное деление Крымской АССР были внесены изменения, в результате которых округа были отменены, Бакальский район упразднён и село вошло в состав Евпаторийского района. Согласно Списку населённых пунктов Крымской АССР по Всесоюзной переписи 17 декабря 1926 года, в селе Копкары (русский), Атайского сельсовета Евпаторийского района, числилось 32 двора, все крестьянские, население составляло 153 человека, из них 143 русских и 10 армян. Постановлением ВЦИК РСФСР от 30 октября 1930 года был создан Ишуньский район, уже как национальный (лишённый статуса национального постановлением Оргбюро ЦК КПСС от 20 февраля 1939 года) украинский и село включили в его состав, а после создания в 1935 году Ак-Шеихского района (переименованного в 1944 году в Раздольненский) Копкары включили в его состав. По данным всесоюзной переписи населения 1939 года в селе проживал 231 человек.
Во время Великой Отечественной войны, при отступлении немецких войск 12 апреля 1944 года, фашисты организовали в селе облаву с целью поиска партизан и подозрительных лиц. Захваченных жителей и эвакуированных (18 мужчин и младенец — убит прикладом) расстреляли на окраине села. Убитых односельчане захорониил в братской могиле на месте расстрела. Постановлением Совета министров Республики Крым № 627 от 20 декабря 2016 года памятник жертвам отнесён к категории объектов культурного наследия России.
С 25 июня 1946 года Копкары в составе Крымской области РСФСР. Указом Президиума Верховного Совета РСФСР от 18 мая 1948 года, Капкары русские (или просто Копкары) переименовали в Камышное. 26 апреля 1954 года Крымская область была передана из состава РСФСР в состав УССР. Время включения в Ручьёвский сельсовет пока не установлено: на 15 июня 1960 года село уже числилось в его составе. Указом Президиума Верховного Совета УССР «Об укрупнении сельских районов Крымской области», от 30 декабря 1962 года село присоединили к Красноперекопскому району. 1 января 1965 года, указом Президиума ВС УССР «О внесении изменений в административное районирование УССР — по Крымской области», вновь включили в состав Раздольненского. По данным переписи 1989 года в селе проживало 402 человека. С 12 февраля 1991 года село в восстановленной Крымской АССР, 26 февраля 1992 года переименованной в Автономную Республику Крым. С 21 марта 2014 года в составе Крыма аннексировано Россией.